# 233P/La Sagra
233P/La Sagra, komet Enckeove vrste. Otkriven na pregledačkom projektu zvjezdarnice La Sagre.